# Grujica Spasović
Grujica Spasović (srp.: Грујица Спасовић; Beograd, 1950. − Beograd,  26. listopada 2020.), srbijanski je novinar, prvi glavni i odgovorni urednik Danasa.

## Životopis
Grujica Spasović je rođen u Beogradu 1950. Završio je Fakultet političkih znanosti Sveučilišta u Beogradu, novinarski smjer. Prve tekstove objavio je u listu omladine Beograda Susret 1969. godine. Zaposlio se u Večernjim novostima, u kojima je radio od 1974. do 1979. godine a zatim je od 1979. do 1983. godine bio glavni i odgovorni urednik Omladinskih novina. 
Od 1983. do 1987. godine glavni i odgovorni urednik revije Duga. Također, od 1987. do 1997. godine je bio dopisnik Švedskog nacionalnog radija. U Borbu dolazi 1987. godine, gdje je naprije bio urednik tjednog izdanja, a zatim zamjenik glavnog i odgovornog urednika.  Nakon što je režim Slobodana Miloševića preuzeo Borbu, s većinom kolega prelazi u Našu Borbu. Godine 1995. bio je zamjenik glavnog i odgovornog urednika Naše Borbe. 
Od 1993. do 1997. glavni i odgovorni je urednik Nezavisnosti, glasila Ujedinjenih granskih sindikatal. Godine 1997., s bivšim kolegama iz Borbe i Naše Borbe učestvuje u osnivanju Danasa, u kojem je obnašao dužnost prvog glavnog i odgovornog urednika od 1997. do 2006. godine. 
S listom je prošao sve njegove najteže faze, pogotovo one prije pada Miloševićevog režima 2000, držeći se nepokolebljivo kursa otvorenog, profesionalnog i neovisnog novinarstva.
Tijekom tri mjeseca bombardiranja, svaki radni dan Grujica Spasović je završavao u Ministarstvu informiranja čekajući, kako je govorio, "zeleno svjetlo od cenzura".
Nakon demokratskih izbora, Spasović je pet godina bio i na privremenom radu u diplomaciji, kao prvi veleposlanik Srbije u Sarajevu od 2006. do 2011. godine. Obavljao je i dužnost glavnog i odgovornog urednika lista Nezavisnost, deset godina bio je dopisnik Švedskog radija, a pisao je za gotovo sve značajnije jugoslavenske novine, kao i pojedine listove u Švedskoj, SAD-u, Poljskoj i Čehoslovačkoj.
Potpisnik je Deklaracije o zajedničkom jeziku, u kojoj se tvrdi da se u Hrvatskoj, Bosni i Hercegovini, Srbiji i Crnoj Gori govore nacionalne standardne varijante zajedničkog policentričnog standardnog jezika.
Preminuo je u Beogradu, 26. listopada 2020. godine.

## Djela
- Danas, uprkos njima: Prvih hiljadu dana (2012)

## Vanjske poveznice
- Grujica Spasović